# دومینگو دروموند
دومینگو دروموند (اسپانیایی: Domingo Drummond‎; ۱۴ آوریل ۱۹۵۷ – ۲۳ ژانویهٔ ۲۰۰۲) بازیکن فوتبال اهل هندوراس بود.
وی همچنین در تیم ملی فوتبال هندوراس بازی کرده‌است.